# أرنولد فالت
أرنولد فالت (بالألمانية: Arnold Wetl)‏ (مواليد 2 فبراير 1970) هو لاعب كرة قدم. يلعب مع منتخب النمسا لكرة القدم. سبق له أن لعب في كأس العالم لكرة القدم مع منتخب بلاده.

## مسيرته الكروية
لعب أرنولد فالت خلال مسيرته الاحترافية مع 4 أندية في ثمانية عشر موسمًا وسجل خلالها 65 هدفًا ضمن 419 مباراة. حيث فاز في موسم واحد بالكأس وفي موسم واحد بالدوري.
خاض أرنولد فالت مسيرته مع نادي شتورم غراتس في موسم 1988–89 في المرة الأولى ليلعب معه ثمانية مواسم ثم في موسم 2001–02 واستمر معه طيلة ثلاثة مواسم، مشاركًا طوالها في 264 مباراة سجل خلالها 48 هدفًا. ثم انتقل إلى نادي بورتو في موسم 1996–97 لمدة موسم واحد، حيث شارك في 11 مباراة سجل خلالها هدفًا واحدًا. لينتقل بعدها إلى نادي رابيد فيينا في موسم 1997–98 ليلعب معه أربعة مواسم، مشاركًا في 96 مباراة سجل خلالها 9 أهداف. ثم انتقل إلى FC Gratkorn ‏ في موسم 2004–05 ولمدة موسمين، مشاركًا في 48 مباراة سجل خلالها 7 أهداف.

## روابط خارجية
- أرنولد فالت على موقع الاتحاد الدولي (مؤرشف)  (الإنجليزية)
- أرنولد فالت على موقع الاتحاد الأوربي (الإنجليزية)
- أرنولد فالت على موقع قاعدة بيانات كرة القدم.إي يو (الإنجليزية)
- أرنولد فالت على موقع ناشيونال فوتبول تيمز (الإنجليزية)
- أرنولد فالت على موقع عالم كرة القدم.نت (الإنجليزية)